# Osipenko (krater)
Osipenko är en nedslagskrater med en diameter på 30 kilometer, på planeten Venus. Osipenko har fått sitt namn efter den sovjetiska piloten Polina Osipenko.